# Maktoum Hasher Maktoum Al Maktoum
O Xeque menor Maktoum Hasher Al Maktoum (شيخ مكتوم المكتوم) é um membro família governante do emirado do Dubai e sobrinho de Mohammed bin Rashid Al Maktoum, atual governador de Dubai. 

## A1 Grand Prix
Sheikh Maktoum foi o fundador, presidente e presidente do conselho da A1 Grand Prix.